# Mistrzostwa Świata Juniorów w Saneczkarstwie 2016
31. Mistrzostwa świata juniorów w saneczkarstwie 2016 odbyły się w dniach 6 – 7 lutego w niemieckim Winterbergu. Zawodnicy rywalizowali w czterech konkurencjach: jedynkach kobiet, jedynkach mężczyzn, dwójkach mężczyzn oraz w zawodach drużynowych.
Klasyfikację medalową wygrała reprezentacja Niemiec, która zdobyła dwa tytuły mistrzowskie.

## Terminarz
| Data          | Miejscowość | Konkurencja      | Złoto                                                                      | Srebro                                                                                                   | Brąz                                                                     |
| ------------- | ----------- | ---------------- | -------------------------------------------------------------------------- | --- | ------------------------------------------------------------------------ |
| 6 lutego 2016 | Winterberg  | Jedynki kobiet   | Julia Taubitz                                                              | Tina Müller                                                                                              | Alisa Dengler                                                            |
| 6 lutego 2016 | Winterberg  | Jedynki mężczyzn | Roman Riepiłow                                                             | Kristers Aparjods                                                                                        | Maximilian Jung                                                          |
| 7 lutego 2016 | Winterberg  | Dwójki mężczyzn  | Austria David Trojer · Phillip Knoll                                       | Niemcy Florian Löffler · Manuel Stiebing                                                                 | Niemcy Nico Semmler · Johannes Pfeiffer                                  |
| 7 lutego 2016 | Winterberg  | Drużynowe        | Niemcy Julia Taubitz · Maximilian Jung · Florian Löffler · Manuel Stiebing | Stany Zjednoczone Gracie Weinberg · Jonathan Eric Gustafson · Benjamin Farquharson · Christian Colaiezzi | Austria Sarah Tomaselli · Nico Gleirscher · David Trojer · Phillip Knoll |

## Wyniki

### Jedynki kobiet
- Data / Początek: Sobota, 06.02.2016 roku

| Medal | Zawodniczka          | Narodowość | 1. zjazd | 2. zjazd | Czas     | Strata |
| ----- | -------------------- | ---------- | -------- | -------- | -------- | ------ |
|       | Julia Taubitz        | Niemcy     | 57.065   | 56.832   | 1:53.897 | -      |
|       | Tina Müller          | Niemcy     | 57.396   | 57.152   | 1:54.548 | +0.651 |
|       | Alisa Dengler        | Niemcy     | 57.399   | 57.781   | 1:55.180 | +1.283 |
| 4.    | Julia Naumowa        | Rosja      | 57.646   | 57.724   | 1:55.370 | +1.473 |
| 5.    | Olesia Michajlenko   | Rosja      | 57.813   | 57.578   | 1:55.391 | +1.494 |
| 6.    | Kyla Graham          | Kanada     | 57.723   | 57.715   | 1:55.438 | +1.541 |
| 7.    | Brooke Apshkrum      | Kanada     | 57.779   | 57.708   | 1:55.487 | +1.590 |
| 8.    | Tatiana Cwietowa     | Rosja      | 57.842   | 57.660   | 1:55.502 | +1.605 |
| 9.    | Kendija Aparjode     | Łotwa      | 57.638   | 57.979   | 1:55.617 | +1.720 |
| 10.   | Sarah Tomaselli      | Austria    | 58.059   | 57.663   | 1:55.722 | +1.825 |
| ...   | ...                  | ...        | ...      | ...      | ...      | ...    |
| 21.   | Klaudia Grzybek      | Polska     | 59.399   | 58.760   | 1:58.159 | +4.262 |
| 24.   | Weronika Kościelniak | Polska     | 58.885   | 1:01.438 | 2:00:323 | +6.426 |

### Jedynki mężczyzn
- Data / Początek: Sobota, 06.02.2016 roku

| Medal | Zawodniczka       | Narodowość | 1. zjazd | 2. zjazd | Czas     | Strata |
| ----- | ----------------- | ---------- | -------- | -------- | -------- | ------ |
|       | Roman Riepiłow    | Rosja      | 52.829   | 53.115   | 1:45.944 | -      |
|       | Kristers Aparjods | Łotwa      | 52.754   | 53.338   | 1:46.092 | +0.148 |
|       | Maximilian Jung   | Niemcy     | 53.005   | 53.092   | 1:46.097 | +0.153 |
| 4.    | Nico Gleirscher   | Austria    | 52.930   | 53.238   | 1:46.168 | +0.224 |
| 5.    | Jonas Müller      | Austria    | 52.989   | 53.347   | 1:46.336 | +0.392 |
| 6.    | Max Langenhan     | Niemcy     | 53.094   | 53.262   | 1:46.356 | +0.412 |
| 7.    | Jewgienij Pietrow | Rosja      | 52.977   | 53.385   | 1:46.362 | +0.418 |
| 8.    | Theo Gruber       | Włochy     | 53.195   | 53.188   | 1:46.383 | +0.439 |
| 9.    | Markus Hummer     | Niemcy     | 53.219   | 53.300   | 1:46.519 | +0.575 |
| 10.   | Paul-Lukas Heider | Niemcy     | 53.245   | 53.308   | 1:46.553 | +0.609 |
| ...   | ...               | ...        | ...      | ...      | ...      | ...    |
|       | Mateusz Sochowicz | Polska     | 54.645   | -        | 54.645   |        |

### Dwójki mężczyzn
- Data / Początek: Niedziela, 07.02.2016 roku

| Medal | Zawodnicy                           | Narodowość | 1. zjazd | 2. zjazd | Czas     | Strata |
| ----- | ----------------------------------- | ---------- | -------- | -------- | -------- | ------ |
|       | David Trojer Philip Knoll           | Austria    | 43.740   | 43.687   | 1:27.427 | -      |
|       | Florian Löffler Manuel Stiebing     | Niemcy     | 44.137   | 43.569   | 1:27.706 | +0.279 |
|       | Nico Semmler Johannes Pfeiffer      | Niemcy     | 43.940   | 44.039   | 1:27.979 | +0.552 |
| 4.    | Jewgienij Ewdokimow Aleksej Groszew | Rosja      | 43.878   | 44.504   | 1:28.382 | +0.955 |
| 5.    | Hannes Orlamünder Paul Gubitz       | Niemcy     | 43.740   | 47.048   | 1:30.788 | +3.361 |
| 6.    | Tomas Vavercak Matej Zmiji          | Słowacja   | 44.435   | 48.368   | 1:32.803 | +5.376 |
| 7.    | Andrij Łyseckij Myrosław Lewkowicz  | Ukraina    | 45.738   | 50.316   | 1:36.054 | +8.627 |

### Drużynowe
- Data / Początek: Niedziela, 07.02.2016 roku

| Medal | Zawodnicy                                                                        | Narodowość        | Czas     | Strata |
| ----- | -------------------------------------------------------------------------------- | ----------------- | -------- | ------ |
|       | Julia Taubitz/Maximilian Jung/Florian Löffler/Manuel Stiebing                    | Niemcy            | 2:25.042 | –      |
|       | Gracie Weinberg/Jonathan Eric Gustafson/Benjamin Farquharson/Christian Colaiezzi | Stany Zjednoczone | 2:25.658 | +0.616 |
|       | Sarah Tomaselli/Nico Gleirscher/David Trojer/Phillip Knoll                       | Austria           | 2:25.863 | +0.821 |
| 4.    | Olesia Michajlenko/Roman Riepiłow/Jewgienij Ewdokimow/Aleksej Groszew            | Rosja             | 2:25.868 | +0.826 |
| 5.    | Ołena Smaha/Michałjo Sawickij/Andrij Łyseckij/Myrosław Lewkowicz                 | Ukraina           | 2:30.045 | +5.003 |

## Klasyfikacja medalowa
| Miejsce | Państwo           |   |   |   | Razem |
| ------- | ----------------- | - | - | - | ----- |
| 1.      | Niemcy            | 2 | 2 | 3 | 7     |
| 2.      | Austria           | 1 | 0 | 1 | 2     |
| 3.      | Rosja             | 1 | 0 | 0 | 1     |
| 4.      | Łotwa             | 0 | 1 | 0 | 1     |
| 4.      | Stany Zjednoczone | 0 | 1 | 0 | 1     |